# KickassTorrents
KickassTorrents, auch KAT, war ein Webverzeichnis für BitTorrent und Magnet-Links, bei welchem Nutzer Torrent-Dateien herunterladen und hinzufügen konnten, um einen Peer-to-Peer-Datenaustausch zu ermöglichen. Die Seite war von November 2014, wo sie die schwedische Website The Pirate Bay überholte, bis zu ihrer Sperrung im Juli 2016 der weltweit beliebteste BitTorrent-Indizierer und zudem eine der meistbesuchten Websites der Welt.

## Geschichte
Die Seite wurde im November 2008 gegründet. Nutzer konnten hier Torrents von Filmen, Liedern, Fernsehserien, Computerprogrammen oder eBooks herunterladen oder auch neue Torrents melden.
Im Juni 2013 wurden nach einem Antrag der Motion Picture Association of America alle Ergebnisse auf KickassTorrents von der Suchmaschine Google entfernt. Mehrere Länder sperrten nacheinander den Zugang zur Seite, darunter Belgien, Dänemark, Großbritannien, Italien, Irland, Malaysia und Portugal. Außerdem waren Kickass-Inhalte eine Zeit lang von Mozilla Firefox und Google Chrome nicht erreichbar, da von Mozilla und Google Bedenken wegen Phishing und Malware geäußert wurden. Nachdem diese Probleme jedoch beseitigt wurden, war die Seite wieder erreichbar.
Mit der Zeit wurde KickassTorrents immer beliebter und überholte im November 2014 sogar die schwedische Website The Pirate Bay, welche bis dahin immer als Nummer eins in Sachen Torrents galt. Im Juni 2016 war kat.cr, die Hauptdomain von KickassTorrents, die weltweit am 69. häufigsten besuchte Website und konnte monatlich mehr als 50 Millionen Unique Visits verzeichnen.

### Sperrung und Verhaftung des Betreibers

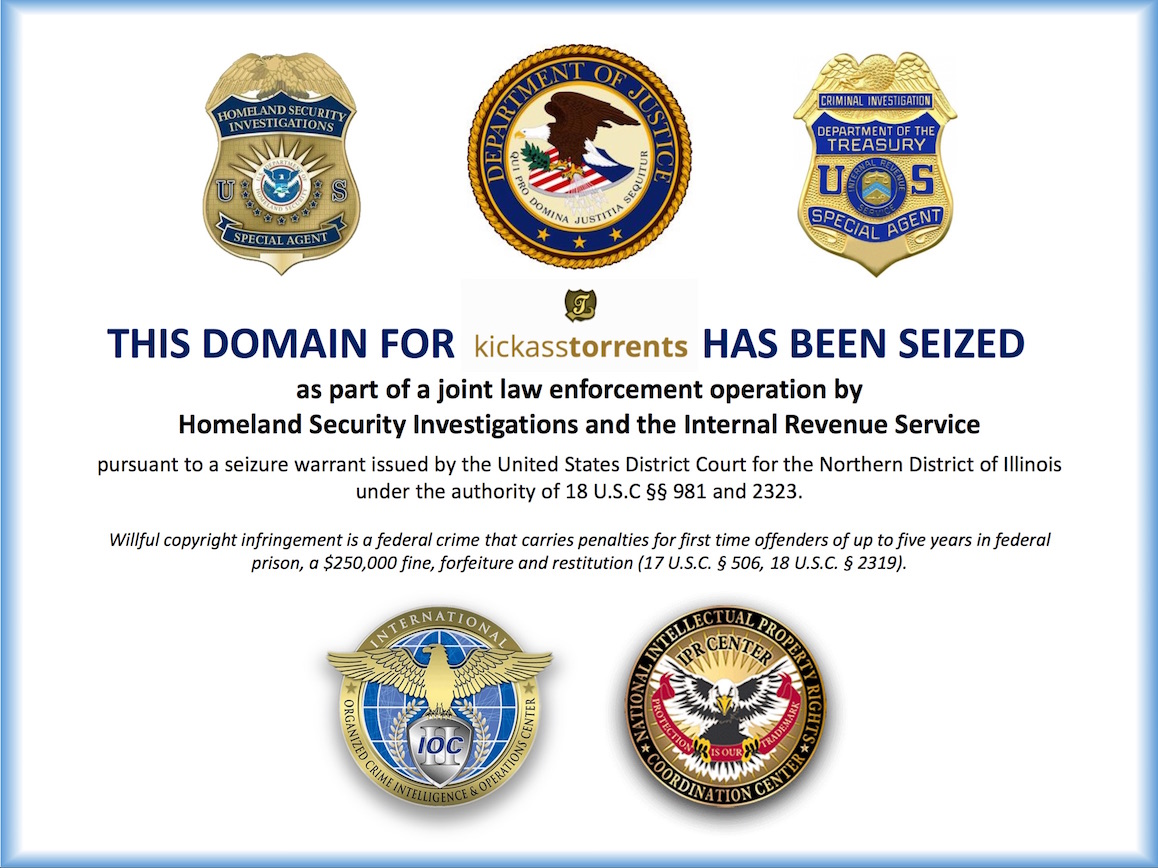
Hinweis des Justizministeriums nach Übernahme der Domains von KickassTorrents durch die Strafverfolgung.

Am 20. Juli 2016 gab das Justizministerium der Vereinigten Staaten bekannt, dass die Domain kat.cr vom Netz genommen wurde und in Polen der 30-jährige Ukrainer Artem Vaulin, der unter dem Pseudonym „tirm“ fungierte, festgenommen wurde. In einer Kooperation mit dem Ministerium für Innere Sicherheit der Vereinigten Staaten sei dieser als Drahtzieher und Eigentümer hinter der Website ermittelt worden.
Mit der Unterstützung von Apple und Meta Platforms (vormals Facebook Inc.) konnten die Behörden Vaulin nachweisen, sich mit einer IP-Adresse, mit der die Facebook-Seite von KickassTorrents betrieben wurde, im Apple iTunes Store angemeldet zu haben. So konnte schließlich seine Identität ermittelt werden. Die gesamte Ermittlung wurde von dem Homeland-Security-Agenten Jared Der-Yeghiayan geleitet, der im Jahr 2013 auch bei der Verhaftung von Ross Ulbricht, dem Betreiber des illegalen Drogenmarktplatzes Silk Road, eine leitende Rolle gespielt hatte.
Nach der Sperrung der KickassTorrents-Seiten tauchten im Internet schnell mehrere Nachahmer auf, welche angaben, offizieller Nachfolger der Seite zu sein.

### Proxy-Seiten nach wie vor online
Die Verhaftung des Betreibers sowie die Abschaltung fast aller bekannten Webseiten hat der KAT-Community einen schweren Schlag versetzt. Nach einigen Monaten haben sich jedoch zahlreiche Crew-Mitglieder zusammengetan und unter einen neuen Ableger von KickassTorrents gegründet. Sie nutzen hierfür ein altes Backup der Seite. Nach internen Streitigkeiten teilten sich die Lager weiter auf, so dass es heute mehr als ein Dutzend verschiedenen Webseiten von KickassTorrents gibt.
Die Webseite kastatus.com hält Interessierte über aktuelle Geschehnisse bezüglich KickassTorrents informiert. Sie verweist auf aktuell funktionierende Proxy-Seiten. Kastatus.com ist hierbei die einzige originale Webseite des ehemaligen KAT-Netzwerks, die nicht von Homeland Security beschlagnahmt wurde. Dies dürfte daran liegen, dass die Seite selbst keine Dateien aus dem Bittorrent-Netzwerk anbietet, sondern lediglich als Informationsquelle angesehen wurde.

## Legalität
Laut eigener Aussage habe KickassTorrents in Einvernehmung mit dem Digital Millennium Copyright Act gehandelt und von Rechteinhabern gemeldete Torrents gelöscht.

## Benutzte Domains
Um Sperrungen zu vermeiden, änderten die Betreiber regelmäßig ihre Domain. Bis zur Sperrung wurden folgende Domains verwendet:
- kat.cr (Costa Rica)
- kickass.cr (Costa Rica)
- kickasstorrents.com (.com)
- kastatic.com (.com)
- thekat.tv (Tuvalu)
- kickass.to (Tonga)
- kat.ph (Philippinen)